# 1138

## Догађаји
- 7. март – Конрад III је изабран за краља Немачке, у присуству папског легата Теодвина у Кобленцу. Крунисан је у Ахену шест дана касније (13. марта), а у Бамбергу га је признало неколико немачких принчева јужне Немачке. Хенри X (Поносни), зет и наследник покојног краља Лотара III, одбија верност Конраду. Лишен је свих својих саксонских територија, које су дате Леополду IV (Великодушном).
- Лето – Избија грађански рат у Светом римском царству, почиње борба између Гвелфа и Гибелина, док се породично име Велф од Хенрија X мења у Гвелф.
- 20. октобар – Болеслав III Кривоусти умире након 31-годишње владавине. Он дели Пољску међу својим синовима: Владислав II (Изгнаник) добија Шлезију и Сениорске територије – које укључују регионе Кракова и Ленчице, као и делове Кујавија и Вјелкопољске („Велике Пољске“). Болеслав IV Коврџави добија Мазовију, а Мјешко III новоосновано Великопољско војводство. Седмогодишњи Хенри постаје војвода од Сандомера. Болеславов последњи син, Казимир II, не добија ништа, јер је рођен након очеве смрти.
- Мај – Гроф Роберт Фицрој се буни против краља Стивена, подржавајући Матилду (своју полусестру) у њеном захтеву за енглески престо. Матилди гроф Вилијам де Албини пружа уточиште у замку Арундел. Стивен гради опсадне радове око замка, али не успева да пробије одбрану замка. У Француској, Матилдин муж, војвода Џефри V (Лепи), користи ситуацију поновном инвазијом на Нормандију.
- 22. август – Битка код Стандарда: Краљ Давид I од Шкотске даје пуну подршку Матилди (ћерки покојног краља Хенрија I) и напада север Енглеске – путујући све до Линколншира на југу. Шкотска војска (око 15.000 људи) је поражена од стране енглеских снага под командом грофа Вилијама ле Гроса у Јоркширу. Давид се повлачи у Карлајл и поново окупља војску.
- Пролеће – Цар Јован II Комнин предводи византијске експедиционе снаге у Сирију и стиже пред зидине Алепа 20. априла. Град се показује прејаким за напад, али тврђаве Биза, Атареб, Марат Нуман и Кафартаб су освојене нападом. Док Византинци опседају град Шајзар, савезници крсташа, принц Ремон од Поатјеа од Антиохије и гроф Жоселин II од Едесе, остају у свом логору.
- Опсада Шазара: Византинци под Јованом II опседају престоницу Мункидитског емирата. Заузимају доњи град 20. маја, али не успевају да заузму тврђаву. Јован преговара са емиром Абул Асакиром Султаном – који му шаље понуду да плати велику одштету и да постане вазал Византијског царства. Јован, згрожен својим савезницима крсташима, прихвата услове и подиже опсаду 21. маја.
- 11. октобар – Земљотрес у Алепу, Сирија, убија око 230.000 људи.
- Ал-Рашид Билах (свргнути калиф Багдада) побегао је у Исфахан где га је убио тим од четири Низарита Исмаилита (убице) у јуну 1138. године. Шиити су овај дан славили у Аламуту недељу дана.

### Мај
- 21. мај — Удружена византијско-крсташка војска је успешно оконачала опсаду Шазара.

### Август
- 22. август — Енглези су поразили шкотског краља Давида I у бици застава у Јоркширу.

## Смрти
- Авемпас

- Болеслав III Кривоусти

- Всеволод Псковски

- Ирина Дукина